# Fernando Matos Silva
Fernando Matos Silva (n. Vila Viçosa, 22 de Maio de 1940) é um cineasta português.
Realizador, frequentou na década de 60 a London Film School. Assinou em 1973 O Mal Amado, longa-metragem proibida integralmente pela censura, até ao 25 de Abril de 1974 após o que foi galardoada com o Prémio da Imprensa - Cinema (1974). O Rapaz do Trapézio Voador (2002) é o seu mais recente filme.

## Filmografia
- O Rapaz do Trapézio Voador (2002)
- Estrela do Guadiana (2000)
- A Luz Submersa (1999)
- João Cutileiro - E Neste Nada Cabe Tudo - Telefilme (1998)
- Leitão de Barros - O Senhor Impaciente (1998)
- Especial Cannes: 50 Anos de Festival - Telefilme (1997)
- Ao Sul (1995)
- Guerra de Mirandum (1984)
- Acto dos Feitos da Guiné (1980)
- O Meu Nome É... (1978)
- Argozelo (1977)
- As Armas e o Povo (1975) - colectivo
- O Mal-Amado (1974)
- Por um Fio... (1968)